# Dieter Rasch
Dieter Rasch (* 13. April 1935 in Zella-Mehlis) ist ein deutscher Mathematiker und emeritierter Professor der Universität Wageningen (Niederlande).

## Leben
Rasch wuchs in Zella-Mehlis auf und studierte von 1953 bis 1955 Mathematik an der Friedrich-Schiller-Universität in Jena und von 1955 bis 1958 Wirtschaftsmathematik an der Universität Leipzig, die er mit Diplom abschloss. Er promovierte 1961 an der Universität Leipzig mit einer Arbeit zur Versuchsplanung in der Faktoranalyse. 1965 habilitierte er an der Universität Rostock mit einer Arbeit über nichtlineare Regression (Wachstumskurven). Von 1958 bis 1991 arbeitete er am Forschungszentrum für Tierproduktion Dummerstorf-Rostock als Leiter der Abteilung Biometrie. Von 1991 bis 2000 war er als Professor für Wahrscheinlichkeitstheorie und Mathematische Statistik am Mathematischen Institut der Universität Wageningen tätig und leitete dieses Institut zwei Jahre. Nach halbjährigen Gastprofessuren an den Universitäten Wien und Klagenfurt übernahm Rasch von 2006 bis 2010 eine Gastprofessur (mit dem Status eines Emeritus) am Institut für Statistik und Datenverarbeitung der Universität für Bodenkultur Wien, wo er noch heute als wissenschaftlicher Berater des Methodenzentrums Versuchsplanung tätig ist.

## Wirken
Die Hauptforschungsrichtungen von Dieter Rasch sind die statistische Versuchsplanung und die eigentlich nichtlineare Regression. Er ist Mitherausgeber und Autor der Verfahrensbibliothek Versuchsplanung und -auswertung, die in fünf Auflagen erschien. Rasch ist Honored Fellow of the Institute of Mathematical Statistics, Boston. Er wirkte an 63 Büchern und über 280 wissenschaftlichen Publikationen mit und organisierte mehrere internationale Konferenzen in Rostock, Wien und Salzburg.

## Bücher (Auswahl)
- Autorenkollektiv unter Mitarbeit von D. Rasch: Biometriai Ertelmezö Szotar. Mezögazdasagi Kiado, Budapest 1966.
- Autorenkollektiv unter Mitarbeit von D. Rasch: (Erläuterndes) Biometrisches Wörterbuch. (in 2 Bänden und 8 Sprachen). VEB Deutscher Landwirtschaftsverlag, Berlin 1968.
- D. Rasch: Elementare Einführung in die Mathematische Statistik. VEB Deutscher Verlag der Wissenschaften Berlin 1968.
- W. Stahl, D. Rasch, R. Siler, J. Vachal: Populationsgenetik für Tierzüchter. VEB Deutscher Landwirtschaftsverlag, Berlin 1969.
- D. Rasch, G. Enderlein, G. Herrendörfer: Biometrie - Verfahren, Tabellen, angewandte Statistik. VEB Deutscher Landwirtschaftsverlag, Berlin 1973.
- D. Rasch: Einführung in die Mathematische Statistik, I Wahrscheinlichkeitsrechnung  und Grundlagen der Mathematischen Statistik;  II. Anwendungen.  VEB Deutscher Verlag der Wissenschaften, Berlin 1976–1995.
- D. Rasch, G. Herrendörfer: Experimental Designs -Sample Size Determination and Block Designs. Reidel Publ. Co. Dordrecht / Boston / Lancaster / Tokyo 1985.
- D. Rasch, G. Herrendörfer, J. Bock, K. Busch: Verfahrensbibliothek Versuchsplanung und -auswertung. Band I, II, VEB Deutscher Landwirtschaftsverlag, 1978, Band III, 1981, weitere Auflagen mit N. Victor und V. Guiard an Stelle von K. Busch 1996, 1998, 2008.
- D. Rasch, G. Herrendörfer: Handbuch der Populationsgenetik und Züchtungsmethodik. Deutscher Landwirtschaftsverlag, Berlin 1990.
- D. Rasch, M. L. Tiku, D. Sumpf (Hrsg.): Elsevier’s Dictionary of Biometry. Elsevier Amsterdam / London / New York 1994.
- D. Rasch, L. R. Verdooren, J. I. Gowers: Fundamentals in the Design and Analysis of Experiments and Surveys – Grundlagen der Planung und Auswertung von Versuchen und Erhebungen. Oldenbourg Verlag, München/Wien 1999.
- D. Rasch, J. Pilz, A. Gebhardt, R. L. Verdooren: Optimal Experimental Design with R. Chapman and Hall, Boca Raton 2011.
- K. D. Kubinger, D. Rasch, T. Yanagida: Statistik in der Psychologie – vom Einführungskurs bis zur Dissertation. Hogrefe, Göttingen 2011, ISBN 978-3-8017-2356-9.
- D. Rasch, K. D. Kubinger, T. Yanagida: Statistics in Psychology – Using R and SPSS. Wiley, Chichester 2011, ISBN 978-0-470-97124-6.
- D. Rasch, D. Schott: Mathematische Statistik. Wiley – VCH, Weinheim 2016.
- D. Rasch, D. Schott: Mathematical Statistics. Wiley, Oxford 2018.
- D. Rasch, R. Verdooren, J. Pilz: Applied Statistics. Wiley, Oxford 2019.